# إرنوماب
إرنوماب Erenumab (الاسم التجاري أيموفينغ Aimovig)، هو دواء يستهدف مستقبلات الببتيد المرتبط بجين الكالسيتونين (CGRPR) لمنع حدوث نوبات الصداع النصفي. في أغسطس 2018، تم الموافقة على أول مجموعة مستهدفات لمستقبلات الببتيد المرتبط بجين الكالسيتونين.

## الاستخدامات
يستخدم الإرنوماب في وقاية البالغين من الصداع النصفي.
يتم استخدامه عن طريق الحقن تحت الجلد بمقادر 70 أو 140 مغ كل شهر.

## علم الصيدلة
الإرنوماب هو جسم مضاد وحيد النسيلة بشري بالكامل لمستقبلات الببتيد المرتبط بجين الكالسيتونين (CGRPR).

## التاريخ

### التطوير
الدواء طورته شركة أمجن.
في المرحلة الثالثة من تجربة سريرية عقدت على 955 حالة تم تقسيهم إلى مجموعات بمعدل 1:1:1. تم حقن كل مجموعة تحت الجلد بمقدار 0، 70 أو 150 مغ من الإرنوماب على مدار 6 أشهر. تم قياس النتائج عن طريق نوبات الصداع النصفي الشهرية في الشهر الرابع والخامس والسادس. كان المرضى في الأساس يعانون من نوبة صداع نصفي تمتد بين 4 و14 يوماً كل شهر بمتوسط 8.3. قلل الدواء بشكل واضح من عدد نوبات الصداع النصفي شهرياً بنسبة 3.2 في المجموعة التي حُنقت بـ70 مغ و3.7 في المجموعة التي حُقنت بـ150 مغ، مقابل 1.8 في المجموعة التي خضعت للعلاج الوهمي.

### الموافقة والتسويق
وافقت إدارة الغذاء والدواء الأمريكية على الدواء الموصوف لعلاج نوبات الصداع النصفي بين البالغين في 17 مايو 2018. وصلت تكلفة العلاج بهذا الدواء حسب قائمة الأسعار الأولى إلى 6.800 دولار سنوياً.